# Nancy Millis
Nancy  Fanny Millis MBE (* 10. April 1922 in Melbourne, Victoria, Australien; † 29. September 2012 in Richmond, Victoria, Australien) war eine australische Mikrobiologin und Hochschullehrerin. Sie war emeritierte Professorin an der University of Melbourne und war die erste, die einen Studiengang in angewandter Mikrobiologie an einer australischen Universität entwickelte. Sie war eine der Pionierinnen Australiens auf dem Gebiet der Fermentationsprozesse.

## Leben und Werk
Millis war das fünfte von sechs Kindern. Aufgrund der Krankheit ihres Vaters musste sie mit 16 Jahren die Schule verlassen und arbeitete als Buchhalterin, um ihre Familie zu unterstützen. Sie besuchte parallel die Abendschule, immatrikulierte sich und studierte anschließend Agrarwissenschaften an der Universität von Melbourne. Sie erwarb 1945 einen Bachelor of Agricultural Science und 1948 einen Master of Agricultural Science. Sie erhielt anschließend ein Boots Research Scholarship in Großbritannien und studierte damit an der Universität Bristol, wo sie 1952 promovierte. Ihre Dissertation befasste sich mit der Gärung von Apfelwein.
Nach ihrer Rückkehr nach Australien 1953 bekam sie eine Stelle als Demonstratorin in der mikrobiologischen Abteilung der Universität Melbourne. 1956 wurde sie dort zur Dozentin ernannt, nachdem sie 1954 ein Fulbright-Reisestipendium erhalten hatte. Sie erweiterte ihre Forschungen zur Fermentation, als sie 1963 ein Sabbatical nahm, um mit Suichi Aiba am Institut für Angewandte Mikrobiologie der Universität Tokio zu arbeiten.
1982 wurde sie zur Professorin befördert und war damit erst die vierte Frau, die an der Universität Melbourne berufen wurde. Diesen Lehrstuhl hatte sie bis zu ihrer Pensionierung 1987.
Millis war die erste, die einen Studiengang in angewandter Mikrobiologie an einer australischen Universität entwickelte und arbeitete daran, Verbindungen zwischen Universitäten und der Industrie herzustellen. Sie war weithin anerkannt für ihre Expertise auf dem Gebiet der Fermentationsprozesse, da sie eine der Pionierinnen Australiens auf diesem Gebiet war. Weitere Forschungsinteressen galten Abwasser und Umweltbiotechnologie. Nach ihrer Pensionierung 1991 amtierte Millis 15 Jahre lang als Kanzlerin der La Trobe University, bis sie 2006 im Alter von 84 Jahren in den Ruhestand ging.
Als Vorsitzende des Recombinant DNA Monitoring Committee (RDMC) der australischen Regierung ab 1981 trug sie maßgeblich dazu bei, das Vertrauen der Öffentlichkeit in die Regulierung der australischen Forschung mit rekombinanten DNA-Techniken zu stärken. Dieses Komitee wurde 1987 durch das Genetic Manipulation Advisory Committee (GMAC) ersetzt, dem sie bis Juni 2001 vorstand. Millis war Vorsitzende des Wasserstrategieausschusses der Regierung von Victoria, der die Wasserversorgung und -nutzung im Großraum Melbourne beriet. Von 1995 bis zu dessen Auflösung im Jahr 2008 war sie Vorsitzende des Cooperative Research Centre for Water Quality and Treatment.
Millis starb 2012 im Alter von 90 Jahren im Epworth Hospital in Richmond.
2014 stiftete die Australian Academy of Science die Nancy Millis Medal for Women in Science  für Forscherinnen in allen naturwissenschaftlichen Bereichen, die ein unabhängiges Forschungsprogramm aufgebaut und außergewöhnliche Führungsqualitäten in ihrem Feld bewiesen haben. 
In Erinnerung an Millis und ihren Beitrag zur australischen Wasserindustrie während ihrer gesamten Karriere wird der Memorial Award jährlich an einen WaterRA-Studenten verliehen, der außergewöhnliche Qualitäten besitzt.

## Ehrungen (Auswahl)
- 1976: Member of the Order of the British Empire[10]
- 1990: Companion of the Order of Australia (AC)[11]
- 1993: Doctor of Science (DSc), Ehrendoktor der Universität Melbourne[12]
- 2000:  Aufnahme in die australische Post-Legendenbriefmarkenserie[13]
- 2001: Centenary Medal
- 2003: Victorian Honour Roll of Women[14]
- 2003: Doctor of Laws (LLD), Ehrendoktorwürde der Universität Melbourne[15]
- 2006: das Bakterium Millisa brevis wurde in Anerkennung ihres Beitrags zur Wassermikrobiologie nach ihr benannt[16]
- 2007: Clunies Ross Lifetime Achievement Award
- 2009: Rosalind Franklin Award, Victorian Department of Primary Industries
- 1999: Fellow of the Royal Society of Victoria[17]
- Fellow of the Australian Academy of Technology and Engineering
- 2004: Fellow of the Australian Academy of Science[18]